# سيلما (فلم)
سيلما (بالإنجليزية: Selma) هو فيلم دراما تاريخي أمريكي 2014 من إخراج أفا دوفيرني وكتابة بول ويب وأفا دوفيرني. يؤرخ الفيلم للمسيرات التي تمت من سيلما إلى مونتيغمري عاصمة ولاية ألاباما، والتي قادها مارتن لوثر كينغ وجيمس بفيل وهوسيا وليامز للمطالبة بإعطاء الأمريكيين ذوي الأصول الأفريقية حقوقاً متساوية في التصويت وسط معارضة شرسة وعنيفة. الفيلم من بطولة ديفيد أويلو بدور كينغ وكارمن إيوجو بدور كوريتا سكوت كينغ، توم ويلكينسون بدور الرئيس ليندون جونسون.
عرض سيلما لأول مرة في مهرجان معهد الفيلم الأمريكي في 11 نوفمبر 2014.
ترشح الفيلم لأربع غولدن غلوب، منها أفضل فيلم وأفضل مخرج وأفضل ممثل، وربح جائزة أفضل أغنية أصلية. رشح أيضاً لأفضل فيلم وأفضل أغنية أصلية في حفل توزيع جوائز الأوسكار السابع والثمانون.

## طاقم التمثيل
- ديفيد أويلو بدور مارتن لوثر كينغ
- توم ويلكينسون بدور ليندون جونسون
- كارمن إيوجو بدور كوريتا سكوت كينغ
- تيم روث بدور جورج والاس
- كومون بدور جيمس بفيل
- تيسا طومسون بدور دايان ناش

## الاستقبال

### رأي النقاد
تلقى الفيلم إشادة كبيرة جداً. النقاد مدحوا خصوصاً التمثيل والتصوير والسيناريو. الفيلم حصل على تقييم 99% على موقع الطماطم الفاسدة مع متوسط تقييم 8.7/10، بناءً على 144 مراجعة. ميتاكريتيك أعطى الفيلم 89 من 100 بناءً على 43 مراجعة نقدية.

## الترشيحات والجوائز
| الترشيحات والجوائز                 | الترشيحات والجوائز | الترشيحات والجوائز               | الترشيحات والجوائز                                      | الترشيحات والجوائز |
| جائزة                              | موعد الحفل         | فئة                              | المستلمين والمرشحين                                     | النتيجة            |
| ---------------------------------- | ------------------ | -------------------------------- | ------------------------------------------------------- | ------------------ |
| جائزة الأوسكار                     | 22 فبراير، 2015    | جائزة الأوسكار لأفضل فيلم        | ديد غاردنر، جيريمي كلينر، كريستيان كولسون، أوبرا وينفري | رُشِّح                |
| جائزة الأوسكار                     | 22 فبراير، 2015    | جائزة الأوسكار لأفضل أغنية أصلية | جون ليجند، كومون، “Glory”                               | فوز                |
| جائزة غولدن غلوب                   | 11 يناير، 2015     | أفضل ممثل                        | ديفيد أويلو                                             | رُشِّح                |
| جائزة غولدن غلوب                   | 11 يناير، 2015     | أفضل مخرج                        | أفا دوفيرني                                             | رُشِّح                |
| جائزة غولدن غلوب                   | 11 يناير، 2015     | أفضل فيلم - دراما                | ديد غاردنر، جيريمي كلينر، كريستيان كولسون، أوبرا وينفري | رُشِّح                |
| جائزة غولدن غلوب                   | 11 يناير، 2015     | أفضل أغنية أصلية                 | جون ليجند، كومون، “Glory”                               | فوز                |
| جمعية هيوستن لنقاد السينما         | 12 يناير، 2015     | أفضل فيلم                        | سيلما                                                   | رُشِّح                |
| جمعية هيوستن لنقاد السينما         | 12 يناير، 2015     | أفضل أغنية أصلية                 | جون ليجند، كومون، “Glory”                               | رُشِّح                |
| جوائز الروح المستقلة               | 21 فبراير، 2015    | أفضل فيلم                        | ديد غاردنر، جيريمي كلينر، كريستيان كولسون، أوبرا وينفري | رُشِّح                |
| جوائز الروح المستقلة               | 21 فبراير، 2015    | أفضل مخرج                        | أفا دوفيرني                                             | رُشِّح                |
| جوائز الروح المستقلة               | 21 فبراير، 2015    | أفضل ممثل                        | ديفيد أويلو                                             | رُشِّح                |
| جوائز الروح المستقلة               | 21 فبراير، 2015    | أفضل ممثلة مساعدة                | كارمن إيوجو                                             | رُشِّح                |
| جوائز الروح المستقلة               | 21 فبراير، 2015    | أفضل تصوير سينمائي               | برادفورد يونغ                                           | رُشِّح                |
| جائزة ستالايت                      | 15 فبراير 2015     | أفضل فيلم                        | سيلما                                                   | رُشِّح                |
| جائزة ستالايت                      | 15 فبراير 2015     | أفضل مخرج                        | أفا دوفيرني                                             | رُشِّح                |
| جائزة ستالايت                      | 15 فبراير 2015     | أفضل ممثل                        | ديفيد أويلو                                             | رُشِّح                |
| جائزة ستالايت                      | 15 فبراير 2015     | أفضل سيناريو أصلي                | بول ويب                                                 | رُشِّح                |
| جمعية واشنطن العاصمة لنقاد السينما | 8 ديسمبر، 2014     | أفضل فيلم                        | سيلما                                                   | رُشِّح                |
| جمعية واشنطن العاصمة لنقاد السينما | 8 ديسمبر، 2014     | أفضل مخرج                        | أفا دوفيرني                                             | رُشِّح                |
| جمعية واشنطن العاصمة لنقاد السينما | 8 ديسمبر، 2014     | أفضل ممثل                        | ديفيد أويلو                                             | رُشِّح                |
| جمعية واشنطن العاصمة لنقاد السينما | 8 ديسمبر، 2014     | أفضل طاقم تمثيل                  |                                                         | رُشِّح                |

## وصلات خارجية
- مقالات تستعمل روابط فنية بلا صلة مع ويكي بيانات